# الوحدويون الناصريون بتونس
الوحدويون الناصريون بتونس، هم أحد اتجاهات القومية العربية بتونس، غير أنهم لا يعلنون أنهم حزب سياسي، وإن كانوا يعبرون بين الفينة والأخرى عن مواقف سياسية من بعض الأحداث التي تجري على الساحة العربية.
- الناطق باسم الوحدويين الناصريين هو المحامي البشير الصيد، الذي أعلن سنة 1981 عن تأسيس التجمع القومي العربي. غير أن أنصاره لم ينضموا إلى الاتحاد الديمقراطي الوحدوي ذي التوجهات القومية، عند تأسيسه سنة 1988. وينتقدونه على خلفية أن مؤسسه السيد عبد الرحمان التليلي كان عضوا باللجنة المركزية لحزب التجمع الدستوري الديمقراطي الحاكم، وكان تأسسيسه -كما يقولون- يستهدف حركة التجمع القومي العربي التي أسسها الصيد.
- يصدر الوحدويون الناصريون بيانات عن القضايا القومية العربية وخاصة من بينها ما يتعلق بالقضية الفلسطينية والعراق ولبنان...
- انضم الوحدويون الناصريون إلى هيئة 18 أكتوبر التي تضم أيضا قوى يسارية وإسلامية ومستقلين. في 11 أكتوبر 2009 أصدر الوحدويون الناصريون بتونس بيانا يدعون فيه التونسيين إلى مقاطعة انتخابات 2009 التي وصفوها بالمهزلة.

والوحدويون الناصريون بتونس أعضاء في المؤتمر الناصري العام الذي يعقد سنويا في القاهرة في شهر جويلية.